# Talci v Kraljevu
Talci v Kraljevu je drama enodejanka Alojzija Remca iz leta 1947. Delo je posvečeno spominu na talce iz Slovenije in Zeku Novaku-Gandiju iz Prlekije, ki se je oktobra 1941 do poboja s strani nacističnih sil v taborišču v Kraljevem šalil in ostalim lajšal okoliščine.  

## Osebe
- Janez Meglič, delavec
- Lojze 'Zeko' Novak - Gandi, uradnik, šaljivec iz Prlekije
- Metod Vrhovnik, abiturient, pesnik
- Ciril Lovrenčič, mladoporočen železniški uradnik
- Jože Drenik, kovač
- Andrej Trpin, kmet
- Fran Skalar, učitelj
- Marta Lovrenčič, Cirilova žena
- Jožek, Megličev sinček
- Glas nemškega vojaka

## Obnova
Talci, zaprti v bunkerju, čakajo na smrt, pripovedujejo si svoje zgodbe, kar vzbudi Novakovo nejevoljo: če bodo tako nadaljevali, bodo šli pred strojnice kot »cmerave babe«. Sam se z vsemi silami trudi, da bi svoje sotrpine spravil v dobro voljo, vse – mraz, lakoto, pomanjkanje cigaret – obrne v šalo. V celico plane Marta, Lovrenčičeva žena; možu je izposlovala rešitev. On je najprej presrečen, nato se mu vzbudi sum: za kakšno ceno? Marta se izogiba odgovoru, brž razdeli med talce kup dobrot in že mora iz celice. Skalar, ki je nekdaj gledal za Marto in zdaj njenemu možu zavida rešitev, ga izziva in namiguje. Lovrenčič spozna, da je življenje, rešeno za tako ceno, brez vrednosti, raztrga papir, ki naj bi ga rešil, in se pobota s Skalarjem. Nad obsojence pride mir, prevzame jih upanje, da bo njihova smrt maščevana. S pesmijo Hej Slovani pogumno odidejo na usmrtitev.